# Амілокортицій цебенський
Амілокортицій цебенський (Amylocorticium cebennense) — вид базидіомікотових грибів родини амілокортицієвих (Amylocorticiaceae).

## Поширення
Вид поширений у зоні хвойних та змішаних лісів в Європі, Північній Азії, Північній Америці, виявлений також в Австралії. В Україні трапляється в Карпатах.

## Опис
Плодове тіло м'яке, розпростерте, приросле до субстрату, білого забарвлення. Гіменофор гладкий, білого кольору. Спори циліндричні, ледь зігнуті, розміром 6-9 х 2-2,7 мкм.

## Екологія
Росте на гнилій деревині ялини або сосни. Викликає буру гниль.